# رمزية انتصار فينوس (لوحة)
رمزية انتصار فينوس (بالايطالية: Allegoria del trionfo di Venere) هي لوحة استعارية من حوالي عام 1545 بريشة الرسام الفلورنسي أغنولو برونزينو. هي الآن في المعرض الوطني، لندن. الخبراء حتى اليوم لا يعرفون على وجه اليقين ما تصوره اللوحة. تم التعرف على شخصيات مثل فينوس وكيوبيد ووالاحمق والزمن والغيرة، ومن المتفق عليه عمومًا أن هذه هي الشخصيات الرئيسية للوحة. قبلة كيوبيد وفينوس في المقدمة، بينما يستعد الأحمق لإغراقهم ببتلات الورد. الزمن، الرجل الأصلع الملتحي، في الأعلى، ينظر ويمسك بقطعة قماش. والغيرة خلف كيوبيد، تملئه الحسرة. معنى الأشكال الأخرى والتفاعلات بينها جميعًا لا تزال غير مفسرة. تعرض اللوحة التناقض، والإثارة الجنسية، والصور الغامضة التي تميز فترة المانييريزمو، ومعلم برونزينو الرسام بونتورمو.

## اللوحة
قد تكون اللوحة قد طلبها كوزيمو الأول دي ميديشي، دوق توسكانا الأكبر، لتقديمها كهدية إلى فرانسيس الأول ملك فرنسا. كتب جورجو فازاري أن لوحة برونزينو، ربما أُرسلت إلى الملك فرانسيس، على الرغم من أنه لم يفوض برونزينو بعملها أي انها اهديت له، يقول فازاري: «لقد صنع صورة ذات جمال فريد، أرسلها إلى الملك فرانسيس في فرنسا؛ حيث كانت فينوس عارية وكيوبيد يقبلها، ومن جهة، المتعة واللعب مع الآخرين؛ ومن جهة أخرى، الاحتيال والغيرة وغيرها من عواطف الحب».
كانت أللوحة المثيرة ستجذب الأذواق السائدة في كل من العوائل الفرنسية الأرستوقراطية من امثال آل ميديشي في ذلك الوقت. يتماشى الاهتمام بالنسيج والثروة أيضًا مع رعاية برونزينو الأرستقراطيين. جلب نابليون اللوحة من باريس إلى فيينا، حيث حصل يوهان كيجليفيتش في عام 1813 على اللوحة من فرانز وينزل (كان جنرالًا نمساويًا رأى الخدمة في حرب السنوات السبع وحروب الثورة الفرنسية). ومنذ عام 1860 هي موجودة في لندن.
يمكن تشبيه شكل فينوس بجسم أنيق (مثل تمثال من الرخام) في مكان فاخر، مرغوب فيه بسبب عدم توفرها. جسدها، في هذا التكوين الكبير، البارد بشكل غير عادي، والذي تم بناؤه عمداً على نقطة مقابلة مع حركات متعارضة، أفضل ما في أللوحة هوه الوجوه وطريقة معالجتها من قبل برونزينو (برونزينو معروف في المقام الأول بكونه رسام بورتريه، له عدة صور مرسومة بعناية لعائلة ميديشي.)

## مناظرة علمية حول اللوحة

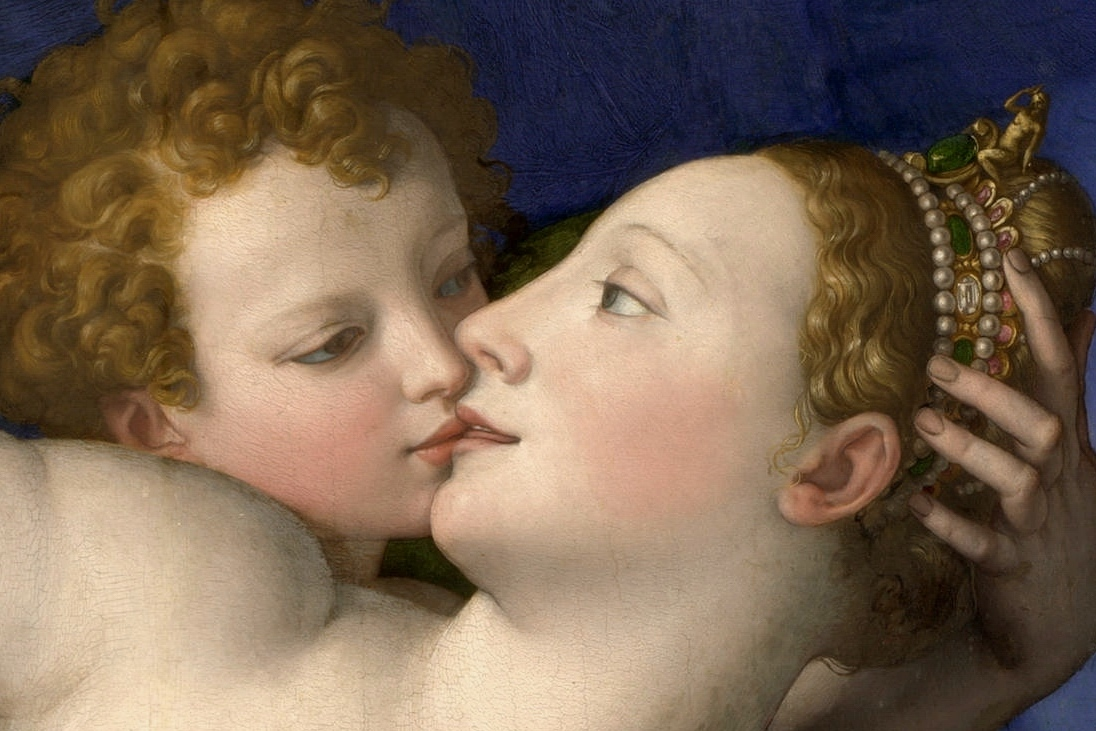
كيوبيد يقبل فينوس.

مزدحمة في مقدمة اللوحة لوجود اللعديد من الشخصيات التي كانت هوياتها موضوع نقاش أكاديمي مكثف طوال خمس قرون. أطلق على اللوحة أحيانًا اسم «انتصار فينوس». ومع ذلك، يظل معناه بعيد المنال. كيوبيد، مع والدته (فينوس) والأحمق عاري، على اليمين، تم وضعهم جميعًا في وضع «شخصية عوجاء» (أسلوب في الرسم والنحت، يهدف إلى جعل الشكل يبدو أكثر ديناميكية).

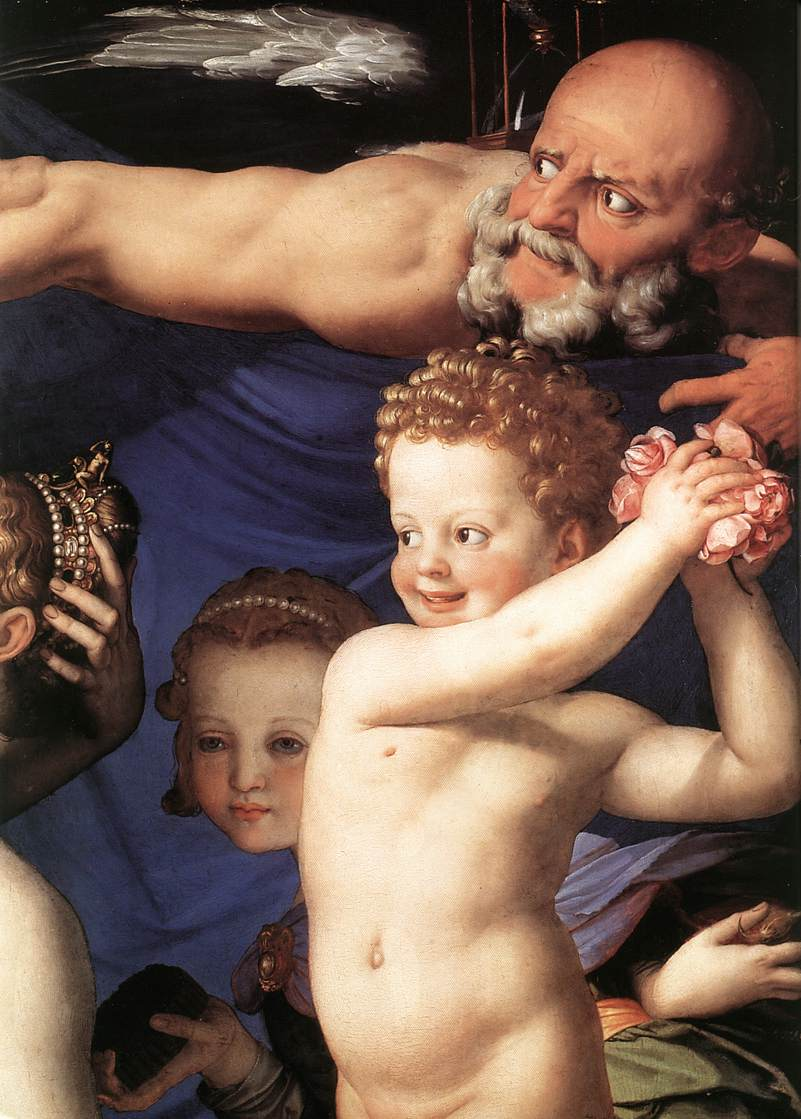
"الأحمق" و "الزمن"

يمكن التعرف على الشخوص المركزية على أنهما فينوس وكوبيد. على سبيل المثال، تحمل التفاحة الذهبية التي فازت بها في «دينونة باريس»،  بينما يرتدي كوبيد الأجنحة المميزة والجعبة. كلا الشكلين عاريان ومضاءان بضوء أبيض مشع. كيوبيد يداعب صدر أمه العاري ويقبل شفتيها. غالبًا ما يُعرَّف الشخصية على يمين كيوبيد وفينوس، الذي يستعد لإغراقهما ببتلات الورد، على أنه «الأحمق» (شخصية خيالية في الأعمال الفني يصور على أنه طفل ذكر ممتلئ، عادة ما يكون عارياً وأحياناً مجنح.). عند الفحص الدقيق، يمكن رؤية قدمه اليمنى مثقوبة بقطع شوكة الورد الكبيرة - وهو حدث لا يؤثر على تعبيره أطلاقاً، كونه يبدو منغمس في متعة اللحظة.
يُعتقد أن الرجل الأصلع الملتحي الموجود في أعلى يمين المشهد هو «الزمن»، نظرًا للساعة الرملية الموجودة خلفه. يمسح ذراعه بقوة إلى يمينه. مرة أخرى، من الصعب تفسير إيماءته بأي يقين؛ يمكن أن يكون ذلك لمنع الشكل الموجود في أقصى يسار الصورة من حماية انتهاكات سفاح القربى لفينوس والمراهق كيوبيد بالنسيج الأزرق المتضخم الذي يوفر شاشة بين الأشكال في المقدمة والخلفية. يعتقد العديد من الخبراء أن لفتته يبدو أنها تقول «الوقت يمر بسرعة، ولا تعرف أبدًا متى قد ينتهي». عادة ما يُطلق على الشكل المعاكس للوقت، وأيضًا الممسك بالستائر، اسم «النسيان» بسبب عدم وجود مادة في شكله - مآخذ بلا عيون ورأس يشبه القناع. يردد صدى الوجه الذي يشبه القناع لهذا الشكل صورة اثنين من الأقنعة الفعلية الموجودة في الزاوية اليمنى السفلية.

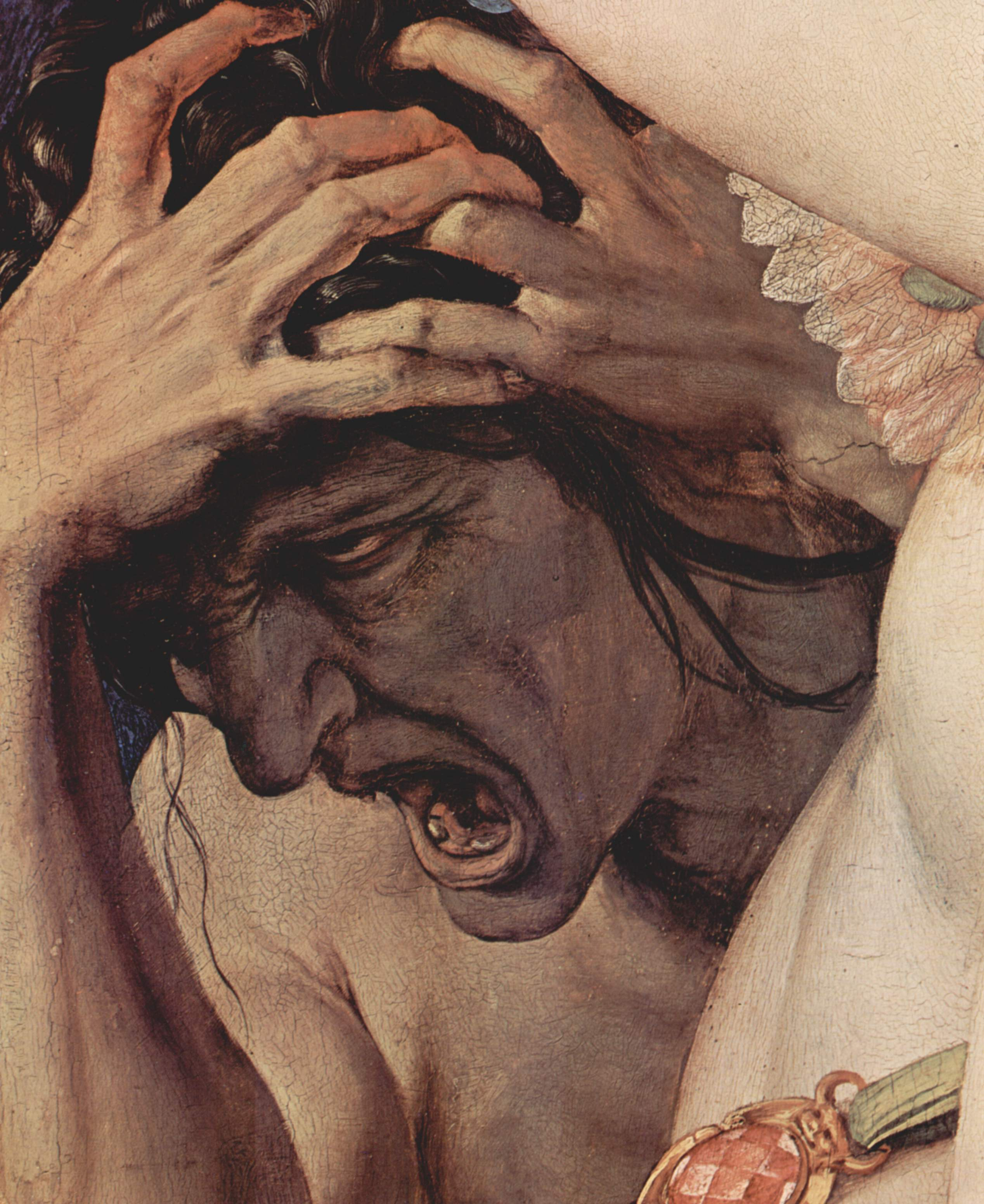
العجوز التي تمزق شعرها والتي تمثل الغيرة.

هوية الشخصيات المتبقية أكثر غموضا. تم تسمية المرأة العجوز التي تمزق شعرها «بالغيرة» - على الرغم من أن البعض يعتقد أنها تمثل الآثار المدمرة لمرض الزهري. المخلوق الموجود على الجانب الأيمن خلف «الاحمق» ذو المظهر البريء، بوجه فتاة وجسم مخفي يشبه أبو الهول، رأسها ملتوي بزاوية غير طبيعية، يداها معكوسة، تمد قرص العسل بيدها اليمنى، وتخبئ خلف ظهرها شكل عقرب عند نهاية ذيلها الطويل، قد تمثل المتعة والخداع. ومع ذلك، لا يوجد إجماع على هذه التعريفات. 

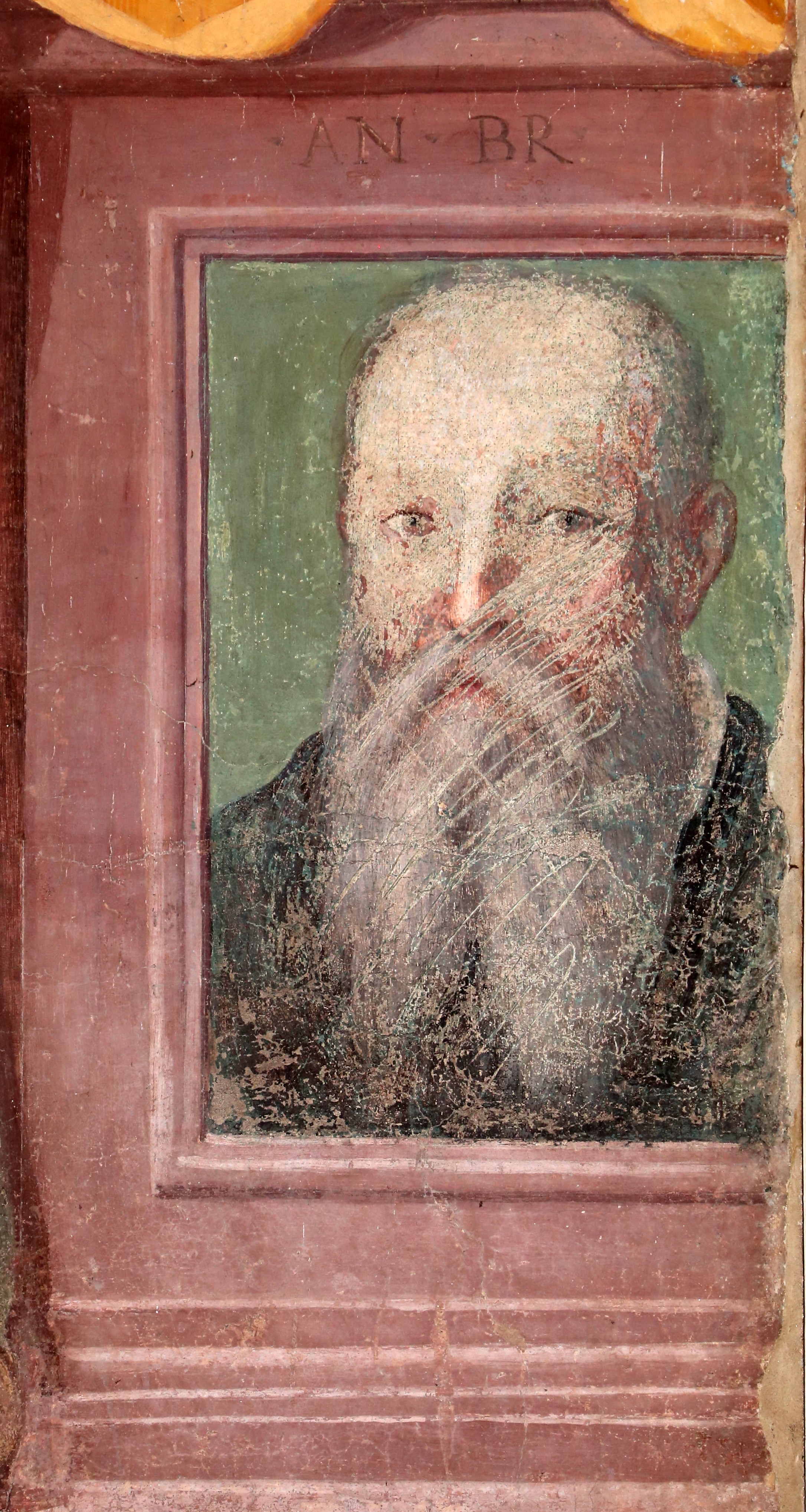
أغنولو برونزينو

أغنولو برونزينو (1503 - 1572) كان رسامًا إيطاليًا متخصصًا من فلورنسا. قد يشير لقبه، برونزينو، إلى بشرته الداكنة نسبيًا أو شعره المحمر. عاش طوال حياته في فلورنسا، ومنذ أواخر الثلاثينيات من عمره كان مشغولاً كرسام بلاط كوزيمو الأول، دوق توسكانا الأكبر. لقد كان رسام بورتريه بشكل أساسي ولكنه رسم أيضًا العديد من الموضوعات الدينية، وبعض الموضوعات المجازية، والتي تشمل على الأرجح أفضل أعماله المعروفة «رمزية انتصار فينوس» سنة 1545. رسم برونزينو العديد من صور عائلة ميديشي اليطالية العريقة.